# Perotrochus charlestonensis
Perotrochus charlestonensis Askew, 1987 è un gasteropode marino appartenente alla famiglia Pleurotomariidae.

## Descrizione
La lunghezza della conchiglia può variare tra i 40 e gli 87 mm.

## Distribuzione e habitat
Questa specie è presente nell'oceano Atlantico al largo della Carolina del Sud, negli Stati Uniti.